# Royal Rumble (1997)
Royal Rumble 1997 fue la décima edición del Royal Rumble, un evento pago por visión de lucha libre profesional producido por la World Wrestling Federation (WWF). Tuvo lugar el 19 de enero de 1997 desde el Alamodome en San Antonio, Texas que tuvo como invitados a luchadores de AAA

## Resultados
Estas luchas no fueron transmitidas en TV:
- Free for All: Venum y Perro Aguayo Jr. derrotaron a Maniaco y Mosco de la Merced (10:00)
- Free for All: Octagón, Blue Demon Jr. y Tinieblas Jr. derrotaron a Heavy Metal, Abismo Negro y Histeria (14:00)
- Free for All: Mascarita Sagrada y La Parkita derrotaron a Mini Mankind y Mini Vader (4:29)
  - Sagrada cubrió a Mini Vader.
- Hunter Hearst Helmsley (c/Curtis Hughes) derrotó a Goldust (c/Marlena) reteniendo el Campeonato Intercontinental (16:50)
  - Helmsley cubrió a Goldust después de un "Pedigree".
- Ahmed Johnson derrotó a Faarooq (c/Nation of Domination) por descalificación (8:48)
  - Faarooq fue descalificado después de que NOD interfiriera y atacara a Ahmed Johnson.
- Vader derrotó a The Undertaker (13:19)
  - Vader cubrió a Undertaker después de un "Vader Bomb".
  - Paul Bearer interfirió a favor de Vader y golpeó a Undertaker con su urna.
  - Después de la lucha, Undertaker aplicó una "Chokeslam" al árbitro Jack Doan.
- Héctor Garza, Perro Aguayo y El Canek derrotaron a Jerry Estrada, Heavy Metal y Fuerza Guerrera (10:56)
  - Aguayo cubrió a Metal después de un "Diving Double Foot Stomp".
- Steve Austin ganó el Royal Rumble 1997 (50:29)
  - Austin eliminó finalmente a Bret Hart, ganando la lucha.
  - Austin fue eliminado por Hart, pero ningún árbitro vio su eliminación, por lo que Austin reingresó al ring.
- Shawn Michaels (c/José Lothario) derrotó a Sycho Sid ganando el Campeonato de la WWF (13:49)
  - Michaels cubrió a Sid después de una "Sweet Chin Music".

## Royal Rumble: Entradas y eliminaciones

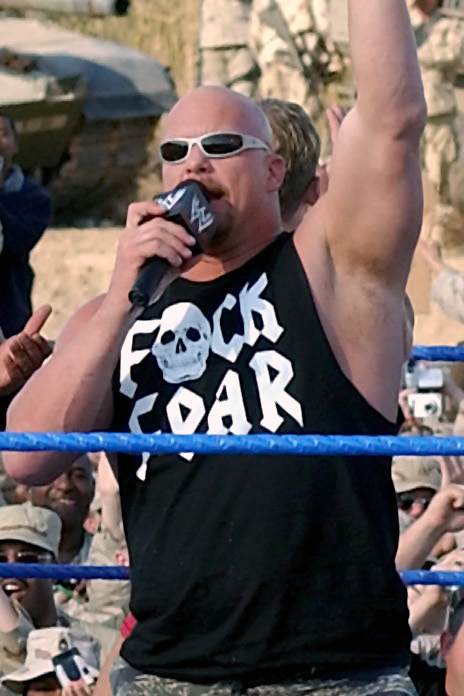
Steve Austin, ganador del Royal Rumble 1997.

Cada nuevo luchador entraba cada 90 segundos.
| Entrada | Entrada                | Eliminado por | Eliminado por       | Tiempo |
| ------- | ---------------------- | ------------- | ------------------- | ------ |
| 1       | Crush                  | 3             | Phineas Godwinn     | 6:17   |
| 2       | Ahmed Johnson          | 2             | El mismo            | 3:02   |
| 3       | Razor Ramon            | 1             | Johnson             | 0:17   |
| 4       | Phineas Godwinn        | 4             | Austin              | 2:52   |
| 5       | Steve Austin           | -             | Ganador             | 45:07  |
| 6       | Bart Gunn              | 5             | Austin              | 0:26   |
| 7       | Jake Roberts           | 6             | Austin              | 1:10   |
| 8       | The British Bulldog    | 8             | Owen Hart           | 8:04   |
| 9       | Pierroth               | 10            | Mascaras            | 10:32  |
| 10      | The Sultan             | 7             | British Bulldog     | 3:23   |
| 11      | Mil Máscaras           | 11            | Él mismo            | 7:28   |
| 12      | Hunter Hearst Helmsley | 12            | Goldust             | 6:43   |
| 13      | Owen Hart              | 17            | Austin              | 8:29   |
| 14      | Goldust                | 13            | Owen Hart           | 5:33   |
| 15      | El Cibernético         | 9             | Mascaras & Pierroth | 1:25   |
| 16      | Marc Mero              | 16            | Austin              | 3:53   |
| 17      | Latin Lover            | 14            | Faarooq             | 1:47   |
| 18      | Faarooq                | 15            | Johnson             | 0:41   |
| 19      | Savio Vega             | 18            | Austin              | 0:29   |
| 20      | Jesse James            | 19            | Austin              | 0:46   |
| 21      | Bret Hart              | 29            | Austin              | 21:42  |
| 22      | Jerry Lawler           | 20            | Bret Hart           | 0:04   |
| 23      | Diesel                 | 28            | Bret Hart           | 17:49  |
| 24      | Terry Funk             | 24            | Mankind             | 15:18  |
| 25      | Rocky Maivia           | 23            | Mankind             | 13:01  |
| 26      | Mankind                | 25            | Undertaker          | 12:20  |
| 27      | Flash Funk             | 21            | Vader               | 6:12   |
| 28      | Vader                  | 26            | Austin              | 10:06  |
| 29      | Henry Godwinn          | 22            | Undertaker          | 6:11   |
| 30      | The Undertaker         | 27            | Austin              | 6:46   |

1. ↑  Austin fue eliminado por Bret Hart, pero regresó al ring cuando los árbitros estaban distraídos debido a un combate en el otro lado del ring entre Mankind y Terry Funk.
2. ↑  Ahmed Johnson había sido eliminado antes.

## Otros roles
| Comentaristas - Jerry "The King" Lawler - Vince McMahon - Jim Ross Comentaristas en Español - Carlos Cabrera - Arturo "El Rudo" Rivera - Hugo Savinovich Comentaristas en Francés - Jacques Rougeau, Sr. - Raymond Rougeau | Entrevistadores - Dok Hendrix - Todd Pettengill Árbitros - Earl Hebner - Mike Chioda - Jim Korderas - Jack Doan Anunciador del Ring - Howard Finkel |